# Hans Axel von Fersen
Hans Axel von Fersen, [hɑːns ˈaksɛl fɔn ˈfæʂɛn], (4 tháng 9 năm 1755 - 20 tháng 6 năm 1810), được biết đến dưới cái tên Axel de Fersen ở Pháp, là một bá tước Thụy Điển, thống chế của vương quốc Thuỵ Điển, một tướng của quân đội Hoàng gia Thụy Điển, làm trợ lý cho Rochambeau trong Chiến tranh Cách mạng Hoa Kỳ, nhà ngoại giao và chính khách, và một người bạn của Vương hậu Maria Antonia của Áo của Pháp. Ông qua đời do bị đám đông đánh đập tại Stockholm.

## Cuộc đời

### Đầu đời & các mối quan hệ ruột thịt
Hans Axel sinh năm 1755, là con trai của Axel von Fersen cha và phu nhân Hedvig Catharina De la Gardie. Ông là cháu của Eva Ekeblad và cháu nội của Tướng Hans Reinhold Fersen. Axel sinh ra là con thứ hai trong số bốn đứa trẻ; ông có hai chị em gái, Hedvig Eleonora và Eva Sophie, và một người em, Fabian Reinhold. Hai người anh em họ là Ulrika von Fersen và Christina Augusta von Fersen là những phụ nữ Thụy Điển đang chờ đợi và là những người xã hội hàng đầu của thời đại Gustavian.
Tổ tiên của Hans Axel mang gốc gác Estonia lần đầu định cư đến Thụy Điển vào thời điểm Chiến tranh Ba Mươi Năm diễn ra từ năm 1618 đến năm 1648. Gia tộc von Fersen mau chóng thành danh và nhận nhiều tước bổng xuyên suốt triều đại của Nữ hoàng Christina, Charles X và Charles XI. Năm 1735, gia đình von Fersen mua Cung điện Steninge có góc nhìn ra hồ Mälaren tại ngoại ô Stockholm.
Cha của Hans - nhà lãnh đạo nghị viện của đảng Hats là người có sức ảnh hưởng chính trị lớn nhất ở Thụy Điển vào thời điểm đó và cũng là một trong những người giàu nhất trong vương quốc. Ông là sở hữu nhiều thái ấp cùng dinh thự lớn tại Thụy Điển: Löfstad (được thừa kế từ nhà vợ), Steninge, Ljung và Mälsåker. Ông cũng nắm trong tay các mỏ, đất, rừng và xưởng đúc sắt ở Thụy Điển và Phần Lan, cùng một cổ phần của Công ty Đông Ấn, công ty có lợi nhuận cao nhất từ trước đến nay.
Riêng Hans từ nhỏ đã chịu ảnh hưởng của văn hóa Pháp, một phần vì cha anh ngày trước có phục vụ cho vua Louis XV. Suốt thời thơ ấu, von Fersen đã học nhiều số ngôn ngữ bao gồm tiếng Pháp, tiếng Latin, tiếng Anh, tiếng Đức và tiếng Ý. Khi đã trưởng thành, ông chủ yếu đi học về quân sự.

### Chuyến du hành trọng đại
Vào ngày 3 tháng 7 năm 1770, Fersen đã thực hiện chuyến đi đầu tiên ở nước ngoài với ý định chiêm ngưỡng toàn cảnh thế giới và hoàn tất việc học tại các học viện quân sự, bao gồm tại Brunswick, Turin, Strasbourg và Lüneburg. Tháng 10 năm 1771, ông qua Thụy Sĩ và Ferney, rồi gặp triết gia Voltaire. Ở Anh gần bảy năm sau, Hans là hồi tưởng về cuộc gặp đó:
Tôi đã từng được đàm đạo với Voltaire trong khoảng hai tiếng đồng hồ khi còn đang học tại Geneva vài năm trước. Constant, một người bạn thân của ông ấy, đã đưa cho tôi lá thư giới thiệu về ông... Tôi ấn tượng sâu đậm vẻ sáng ngời trong ánh mắt và nét linh hoạt trong biểu cảm của Voltaire. Xin thừa nhận rằng, tôi dứt khoát đi gặp ông phần nhiều là vì tính tò mò hơn là lòng ngưỡng mộ... Nhưng ngài ấy không chỉ cực kỳ thông minh, mà còn vô cùng may mắn; và một trong những lý do khiến Voltaire cực kỳ thành công đó là vì ông vừa bị ghét bỏ, vừa được ngưỡng mộ lại vừa được giao lưu với vô số các vĩ nhân đương thời khác nhau, và nhờ đó tiếng tăm ngài ngày một lan rộng.
Vào tháng 11 năm 1772, Fersen tiếp tục đến Torino, Ý để thăm vua Charles Emmanuel III. Vào tháng 1 năm 1774, anh du hành đến Pháp để trả án cho vua Louis XV và người tình của vua là Phu nhân du Barry. Tại điện Versailles, anh tham dự nghi thức Dòng Chúa Thánh Thần. Hơn một tuần sau, Fersen đã gặp Thái tử phi Maria Antonia của Áo trong một dạ hội tại Paris, sau đó là Thái tử Louis XVI, lần đầu tiên:
Tôi và Thái tử phi đã trò chuyện cùng nhau một lúc lâu, nhưng tôi thậm chí còn chẳng nhận ra nàng. Cuối cùng khi nàng trót tiết lộ danh tính, đám đông nhốn nháo bắt đầu vây quanh lấy Thái tử phi và nàng đành vội vã rời khỏi sàn nhảy, chui vào trong cỗ xe ngựa lúc ba giờ sáng.
Fersen tiếp tục đến Anh, ở lại trong khoảng bốn tháng và gặp Vua George III cùng Hoàng hậu Charlotte. Đến đầu năm 1775, Hans trở về Thụy Điển, ở lại quê nhà trong khoảng ba năm để phục vụ chủ nhân của mình - vua Gustavus III.

### Vương hậu Maria Antonia của Áo
Vào cuối mùa hè năm 1778, von Fersen đến Normandy cùng với những người bạn của mình, Barrington Beaumont và Tử tước Stedingk để xem một trại quân đội lớn đang được huấn luyện dưới sự chỉ huy của Công tước Broglie. Sau khi bàn tán về các vấn đề quân sự, họ dùng bữa tối và tham gia nhảy múa cùng các sĩ quan và vợ của họ. Fersen sau đó đã tỏ lòng kính trọng với Hoàng Gia Pháp:
26 tháng 8: "Thứ ba tuần trước tôi đến Versailles để yết kiến vương thất. Hoàng hậu thật là quyến rũ, người đã thốt lên khi nhìn thấy tôi rằng "A ha! Người quen cũ đây rồi!' Những người còn lại trong vương thất thì không nói lời nào với tôi. "
Ngày 8 tháng 9: "Hoàng hậu, người phụ nữ xinh đẹp và đáng yêu nhất mà tôi biết, nàng ấy thường xuyên hỏi thăm tôi. Nàng có hỏi Creutz tại sao tôi không đến các bữa tiệc của nàng vào Chủ nhật. Thai kỳ của nàng cũng có tiến triển tích cực."

19 tháng 11: "Hoàng hậu đối xử với tôi thật là tốt. Tôi thường trả tiền cho nàng mỗi lần nàng đi đánh bạc. Hoàng hậu còn bày tỏ mong muốn được nhìn thấy tôi trong bộ quân phục Thụy Điển. Tôi sẽ lại đến cung điện thứ Năm tới, không phải để yết kiến triều đình, tôi phải đến căn hộ riêng của hoàng hậu trước đã. Ôi vị hoàng hậu đáng yêu nhất mà tôi từng biết." 
Căn hộ riêng của Maria Antonia của Áo, thực chất là khu Petit Trianon, nằm trong khuôn viên của Cung điện Versailles. Trái ngược với Versailles, cách ăn mặc và cư xử tại Petit Trianon rất đơn giản, hài hòa và thực tế, khác với cách ứng xử lề thói trong cung. Các khách đích thân được Antoinette mời đến đều được đối xử bình đẳng như nhau không phân biệt tước vị, giống những người bạn cùng đẳng cấp. Tuy nhiên, chính vì điều này mà các quý tộc không được bà mời đến lại tỏ ra bất bình và ghen tức, dần khiến họ trở nên xa cách và đối địch với Hoàng hậu.

### Chiến tranh Cách mạng Hoa Kỳ
Vào những năm 1770, Chiến tranh Cách mạng Hoa Kỳ nổ ra. Fersen cho rằng đây là thời cơ để Pháp tham chiến cùng Mỹ, thể hiện uy quyền trước đối thủ Anh.  Pháp đã chính thức tuyên chiến chống lại "thiên địch" của mình (nước Anh) vào tháng 2 năm 1778, nhưng phải đến đầu năm 1780, Pháp mới chính thức cử quân sang tham chiến tại Mỹ.
Vào ngày 4 tháng 5 năm 1780, Fersen nhận chức trợ lý cho Tướng Rochambeau và lên đường sang Mỹ. Gần hai tháng sau, tàu của ông thả neo tại Vịnh Narragansett ở Newport, Rhode Island, nơi người Pháp đóng trại cho đến tháng 6 năm tiếp theo. Fersen đã được gặp một số người Mỹ tiêu biểu như George Washington và Alexander Hamilton.
Vào tháng 12 năm 1782, khi quân Pháp ra khơi đến Tây Ấn và Venezuela, triều đình Pháp chấp nhận ký kết hòa bình và đưa các tàu chiến về nước. Von Fersen sau một thời gian tham chiến cuối cùng cũng được trở lại Pháp vào tháng 6 năm 1783.

### Những năm trước khi triều đình sụp đổ
Sau khi chấm dứt mối thù địch, Hoa Kỳ và Thụy Điển đã ký kết Hiệp ước Hòa bình và Thương mại. Fersen được Washington trao tặng Huân chương Cincinnatus, tuy nhiên quốc vương Thụy Điển lại cấm không cho ông đeo huy chương này.
Năm 1783, vua Gustavus III đề nghị Fersen cùng ông đến Đức với tư cách Đội trưởng Đội cận vệ. Gustavus khi ấy đang lên kế hoạch gây chiến với Đan Mạch và phải thực hiện một chuyến đi xuyên lục địa để đảm bảo viện trợ từ các nước khác. Gustavus quyết định thăng chức cho Fersen lên đại tá quân đội Thụy Điển, thượng tá của Lệnh kiếm và trung tá kỵ binh của nhà vua. Gustavus cũng sử dụng ảnh hưởng của mình để thuyết phục vua Louis XVI thăng chức cho von Fersen lên làm đại tá độc quyền của Trung đoàn Bộ binh Hoàng gia Suédois thuộc Quân đội Pháp.
Vào ngày 7 tháng 6 năm 1784 von Fersen quay trở lại Versailles và được Maria Antonia của Áo mời đến Petit Trianon.
Fersen đã quyết định phân chia thời gian sống giữa Paris, Versailles và trung đoàn mới của ở Valenciennes. Trong khoảng thời gian này, Vụ án Chuỗi ngọc diễn ra, và chỉ vài tháng sau, Hồng y de Rohan bị bắt, đưa vụ việc ra công chúng. Fersen đã viết thư cho cha mình rằng Maria Antonia của Áo đã bị oan.

## Sách tham khảo
- Barton, Hildor Arnold (1986). Scandinavia in the Revolutionary Era: 1760 - 1815. University of Minnesota Press. ISBN 978-0-8166-1392-2.
- Barrington, Michael (1902). The Reminiscences of Sir Barrington Beaumont, Bart. C. Richards.
- Lamballe, Marie Thérèse Louise de Savoie Carignan (1901). Secret Memoirs of Princess Lamballe: Being Her Journals, Letters and Conversations During Her Confidential Relations with Marie Antoinette... M. Walter Dunne.
- von Fersen, Hans Axel (190). Diary and Correspondence of Count Axel Fersen: Grand-marshal of Sweden, Relating to the Court of France. Katherine Prescott Wormeley, translator. Heinemann.
- Wraxall, Sir Lascelles (1863). Remarkable Adventurers and Unrevealed Mysteries. RicharBentley.